# Esther Perel
Esther Perel és una psicoterapeuta belga coneguda per explorar la tensió entre la necessitat per la seguretat (amor, pertinença i proximitat) i la necessitat per la llibertat (desitjos eròtics, aventura i distància) en les relacions humanes. Està casada amb en Jack Saul, Professor d'Ajudant de Clínica de Població i Salut Familiar a la Universitat de Colúmbia.